# 鷹栖夜高祭
鷹栖夜高祭（たかのすよたかまつり）は、富山県砺波市鷹栖で6月の第1土曜、日曜日に開催される夜高祭である。
あんどんは一基のみで、他地域の夜高祭に見られるぶつけ合いなどの喧嘩はない。あんどんを上下に傾け、ヨイヤサ！の掛け声で盛り上げる。
富山県の夜高祭の一つだが、神事として行われる福野夜高祭とは異なり、田祭りとして行われる祭である。
鷹栖地区の夜高祭りは運営する青年団が人員不足で活動を休止したことに伴い、祭りも2000年（平成12年）を最後に中断していた。地区の若手が鷹栖夜高保存会を結成し、2009年（平成21年）から復活させた。